# Io ti porto via
Io ti porto via è un album raccolta del cantante pop italiano Riccardo Fogli, pubblicato nel 1978 dall'etichetta discografica CGD.
Contiene otto brani, tra cui tre inediti.

## Tracce
1. Io ti porto via (Cristiano Minellono, Roby Facchinetti e Riccardo Fogli)
2. Ricordati (Luigi Lopez e Carla Vistarini)
3. Stella (Luigi Lopez e Carla Vistarini)
4. Si alza grande nel sole la mia voglia di te (Luigi Lopez e Carla Vistarini)
5. Mondo (Luigi Lopez e Carla Vistarini)
6. In silenzio (Roby Facchinetti e Valerio Negrini)
7. Ti voglio dire (Luigi Lopez e Carla Vistarini)
8. Volo fantastico (Walter Foini, Cristiano Minellono e Riccardo Fogli)